# مپه‌آ
مپه‌آ (استونیایی: Mäepea) یک روستا در دهستان کوسالو، شهرستان هاریو در شمال استونی است